# Chiloglanis macropterus
Chiloglanis macropterus és una espècie de peix de la família dels mochòkids i de l'ordre dels siluriformes.

## Morfologia
Els mascles poden assolir els 9,8 cm de llargària total.

## Distribució geogràfica
Es troba a Àfrica: Zàmbia.

## Estat de conservació
Les seues principals amenaces són la construcció de preses per produir hidroelectricitat i l'extracció d'aigua per a l'agricultura.